# LWS-3 Mewa
LWS-3 Mewa – polski samolot obserwacyjny i towarzyszący. Zaprojektowany i zbudowany w 1937 roku w Lubelskiej Wytwórni Samolotów w Lublinie.

## Historia
Początkiem samolotu obserwacyjnego Mewa było opracowanie wstępnej koncepcji tego samolotu w 1935 roku przez inż. Zbysława Ciołkosza, który w tym czasie pracował w Państwowych Zakładach Lotniczych (PZL) w Warszawie. Według tej koncepcji miał to być samolot dwumiejscowy w układzie górnopłatu, z krytą kabiną, napędzany silnikiem gwiazdowym, polskim G-1620 Mors lub produkowanym w Polsce na licencji angielskiej silnikiem PZL-Bristol Pegasus VIII. Samolot ten miał mieć nowoczesną konstrukcję (wzorowano się na doświadczeniach maszyn STOL z Challenge 1934) i miał charakteryzować się dobrymi właściwościami pilotażowymi oraz osiągami. Gdy inż. Ciołkosz odszedł z PZL, projekt ten przekazano do Lubelskiej Wytwórni Samolotów w Lublinie, gdzie kontynuowano prace nad nim. Oznaczono go symbolem LWS-3 Mewa.

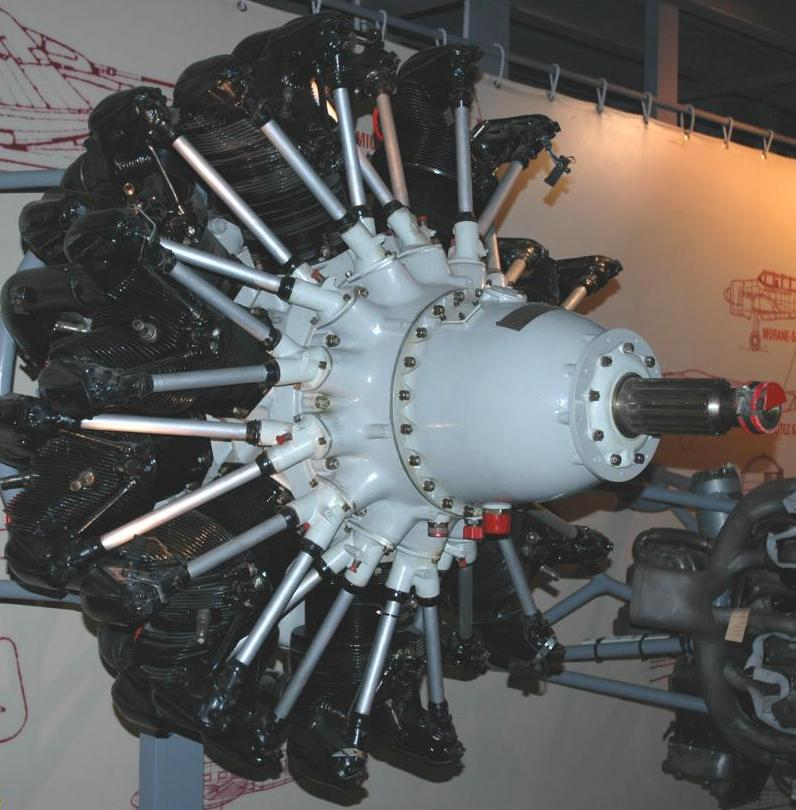
lotniczy silnik gwiazdowy Gnome-Rhône 14 M05 Mars, w układzie podwójnej gwiazdy, 14 cylindrowy użyty w „Mewie”

Projekt konstrukcyjny samolotu LWS-3 opracował inż. Jerzy Teisseyre wraz z inż. Władysławem Fiszdonem i inż. Bolesławem Wiśnickim. Samolot był zaprojektowany w układzie zastrzałowego górnopłatu, z płatem o dużej mechanizacji, opartej na konstrukcji płata samolotu RWD-9. Płatowiec wzorowany był ogólnie na wcześniejszej konstrukcji Ciołkosza, samolocie sanitarnym LWS-2. Otrzymał smukły kształt kadłuba i staranne opracowanie aerodynamiczne. Do jego napędu zastosowano francuski silnik gwiazdowy Gnome-Rhône Mars o mocy 680 KM (500 kW) i bardzo małej powierzchni czołowej. Średnica silnika wynosiła zaledwie 960 mm. Właśnie dzięki silnikowi o tak małej średnicy udało się utrzymać smukłość kadłuba i stosunkowo mały opór aerodynamiczny oraz niezłe osiągi. Niestety, ta bardzo zwarta konstrukcja silnika i jego duże wysilenie sprawiały problem z jego właściwym chłodzeniem i problem jego przegrzewania praktycznie pozostał nierozwiązany. 
W samolocie LWS-3 Mewa zastosowano kilka ciekawych rozwiązań konstrukcyjnych, opracowanych przez technika J. Lenartowicza – uchylną w locie osłonę tylnej kabiny obserwatora i system chowania w kadłubie umieszczonego w niej ruchomego karabinu maszynowego, a także mocowanie karabinów maszynowych pilota na goleniach podwozia, aby uniknąć strzelania przez płaszczyznę śmigła. Mocowanie to jednak okazało się nieudane, gdyż wibracje podczas startów i lądowań rozregulowywały ustawienie karabinów maszynowych, powodując problemy z celnością. Do luf dostawały się też zanieczyszczenia, grożące zacięciem. Według J. Cynka, seryjne Mewy miały mieć już karabiny maszynowe mocowane po bokach kadłuba.
Projekt tak opracowanego samolotu zyskał uznanie władz wojskowych i na początku 1937 roku Departament Lotnictwa Ministerstwa Spraw Wojskowych zamówił w LWS trzy prototypy tego samolotu. Szybko przystąpiono do ich budowy, na wiosnę i w lecie 1937 roku przeprowadzono próby statyczne płatowca. Pierwszy prototyp oznaczony jako LWS-3/I ukończono jesienią i w listopadzie 1937 roku pilot fabryczny Władysław Szulczewski dokonał jego oblotu na lotnisku fabrycznym. W locie prototyp wykazał zbyt małą stateczność podłużną i poprzeczną, był także trudny w pilotażu. Poddano go więc badaniom w Instytucie Aerodynamicznym w Warszawie, na podstawie których powiększono mu usterzenie poziome. Oblotu tak poprawionego prototypu dokonano w marcu 1938 roku, w czasie którego samolot z powodu zbyt grząskiej nawierzchni lotniska skapotował, uszkadzając śmigło. Także w czasie prób fabrycznych zgiął się jeden ze slotów. Po usunięciu jednak wszystkich mankamentów prototyp LWS-3/I spisywał się dobrze. Charakteryzował się krótkim startem i lądowaniem, dużą prędkością lotu i wznoszenia. Na przykład na wysokości 3600 m osiągnął prędkość maksymalną większą od polskiego samolotu myśliwskiego PZL P-11c.
Drugi prototyp LWS-3/II, na którym zastosowano opuszczane usterzenie pionowe dla polepszenia ostrzału z tyłu, oblatano wiosną 1938 roku. Mechanizm opuszczania usterzenia był napędzany ręcznie. Ponieważ jego wykonanie było dość trudne i pracochłonne, zrezygnowano z tego pomysłu.
Trzeci prototyp LWS-3/III został oblatany jesienią 1938 roku. Zamontowano na nim inną osłonę silnika z odmiennym usytuowaniem chwytu powietrza i klapkami regulującymi wylot powietrza chłodzącego silnik, trójłopatowe śmigło metalowe oraz zmienioną nieco osłonę kabiny. Po udanych próbach w locie trzeci prototyp stał się samolotem wzorcowym do produkcji seryjnej samolotu LWS-3 Mewa.
Trzeci prototyp LWS-3/III Mewa przeszedł pomyślnie próby w locie w Dywizjonie Doświadczalnym Instytutu Technicznego Lotnictwa w Warszawie jesienią 1938 roku. Natomiast pierwszy prototyp LWS-3/I w listopadzie 1938 roku został wystawiony na XVI Międzynarodowym Salonie Lotniczym w Paryżu (pod nazwą PZL Mewa), gdzie zebrał liczne pochwały za nowoczesną i funkcjonalną konstrukcję. Uznano go tam za równorzędny samolot dla zagranicznych konstrukcji tego rodzaju jak brytyjski Westland Lysander i niemiecki Henschel Hs 126. W związku z tym pod koniec 1938 roku Departament Lotnictwa Ministerstwa Spraw Wojskowych zamówił 200 samolotów obserwacyjnych LWS-3 Mewa dla polskiego lotnictwa wojskowego.
Produkcję seryjną samolotów LWS-3 Mewa uruchomiono w 1939 roku. Pierwsze egzemplarze samolotu miały być dostarczone eskadrom obserwacyjnym latem 1939 roku, lecz montaż pierwszych seryjnych samolotów w wytwórni nastąpił dopiero w sierpniu 1939 roku. Pierwsze dwa seryjne samoloty były gotowe do odbioru 2 września 1939 roku, lecz jeden z nich został zbombardowany na lotnisku. 20 samolotów było już zbudowanych, ale nie całkowicie wykończonych. Największy problem był z piastami do śmigieł, które musiały być sprowadzone z Francji. Samoloty te, bez śmigieł, ewakuowano po wybuchu wojny z terenu Lubelskiej Wytwórni Samolotów i ukryto w Parku Bronowickim w Lublinie i w lesie przy szosie do Krasnegostawu. Dwa z tych samolotów po wyposażeniu w śmigła przeniesiono na lotnisko Pohorece koło Lwowa.
Pozostałe w Lublinie niegotowe samoloty LWS-3 Mewa po zdobyciu ich przez Niemców, zostały przeznaczone na złom.

## Użycie samolotu w lotnictwie polskim

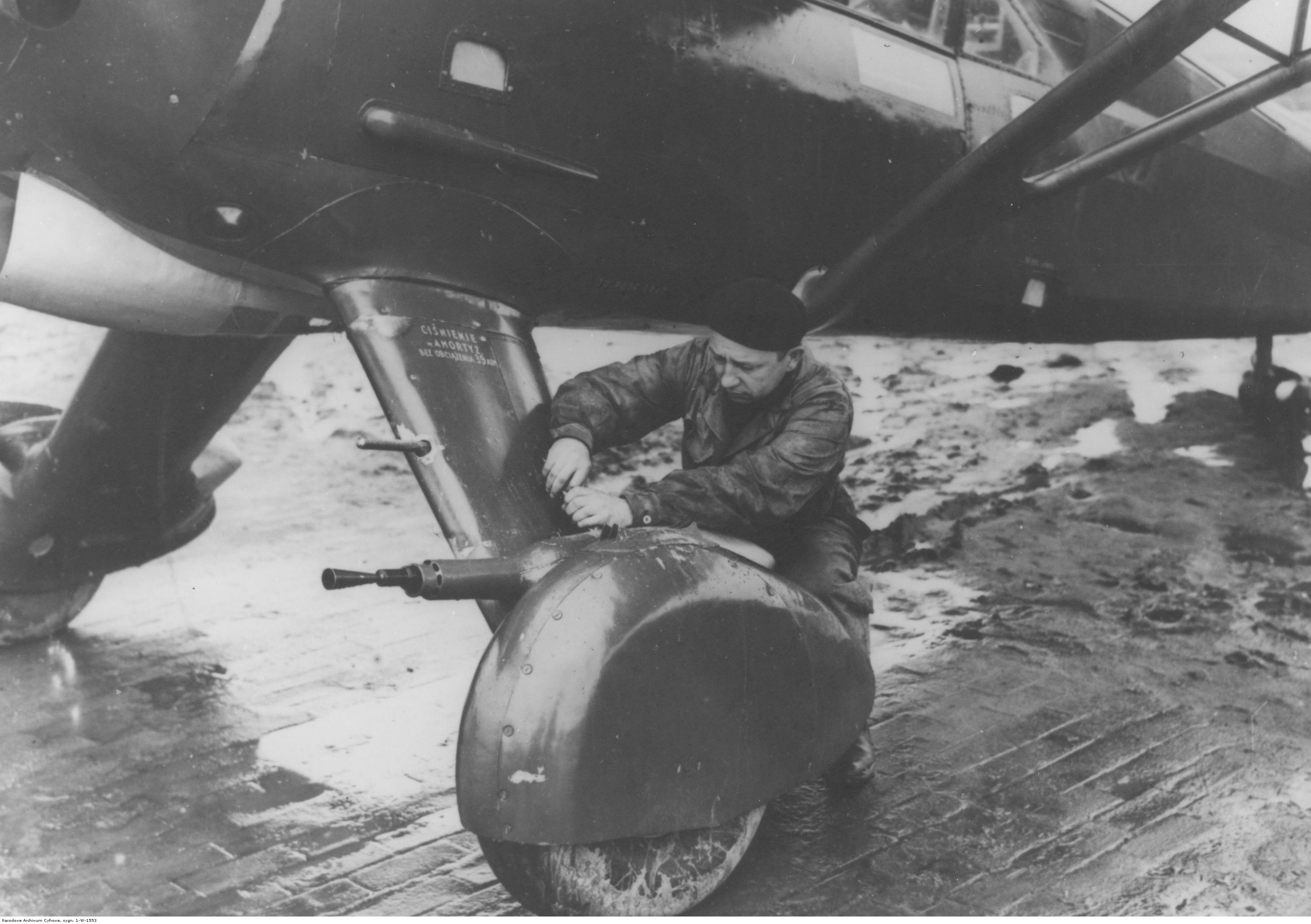
Mechanik zajmuje się obsługą karabinu lotniczego wz. 36 w goleni podwozia samolotu LWS-3 Mewa, 1939 r.

Lotnictwo polskie użyło kilku samolotów obserwacyjnych LWS-3 Mewa, gdyż wybuch wojny uniemożliwił dalszą ich produkcję. Dwa samoloty w dniu 12 września 1939 roku otrzymała 26 eskadra obserwacyjna Armii „Kraków” na lotnisku Medyka koło Przemyśla. Na tym lotnisku jeden z samolotów rozbił się przy lądowaniu, natomiast drugi w dniu 17 września został spalony na lotnisku Zagwoźdź koło Stanisławowa z powodu braku możliwości ewakuacji. Następne dwie Mewy otrzymała 15 września 23 eskadra obserwacyjna. Jedna rozbiła się, a drugą ewakuowano do Rumunii. 
Prototyp LWS-3/I po wybuchu wojny ewakuowano z ITL do Łucka, gdzie przejęła go 15 września 24 eskadra rozpoznawcza. W dniu 17 września załoga w składzie ppor. pil. rez. Gerard Ranoszek i ppor. obs. Feliks Sobieralski otrzymała polecenie stanowiska Naczelnego Wodza. Lecąc w okolicach Horodenki zauważyła ona oddział radzieckiej kawalerii, który zaatakowała, rozpraszając go, w czasie ataku od ognia nieprzyjaciela uszkodzony został silnik samolotu. Po przymusowym lądowaniu został spalony, załoga uniknęła niewoli. Wrak zabrali później Niemcy pokazując w Lublinie, a później prawdopodobnie przeznaczyli go na złom.

## Opis konstrukcji
Samolot LWS-3 Mewa był dwumiejscowym samolotem obserwacyjnym, górnopłatem o konstrukcji mieszanej. Kadłub kratownicowy, spawany z rur stalowych chromo-molibdenowych, w przedniej części którego mieścił się silnik gwiazdowy. Za silnikiem znajdowała się obszerna dwumiejscowa kabina zakryta, w której z przodu usytuowany był fotel pilota, a z tyłu fotel obserwatora, pełniącego równocześnie funkcję strzelca i radiotelegrafisty. Osłonę kabiny nad miejscem pilota można było otwierać na boki i tędy pilot mógł wchodzić do swej kabiny po stopniach na lewej gondoli podwozia i na lewym boku kadłuba, bądź jak obserwator przez drzwi w lewym boku kadłuba. Przy fotelach pilota i obserwatora znajdowały się sterownice oraz na tablicach oprócz podstawowych przyrządów, także do pilotażu bez widoczności ziemi. Ruchomy karabin maszynowy obserwatora chowany był w kadłubie. Wysuwanie się karabinu maszynowego na półobrotnicy odbywało się po naciśnięciu przycisku w podłodze. Wówczas otwierała się górna osłona kabiny i karabin maszynowy automatycznie wysuwał się nad kadłub. Wciąganie karabinu oraz zamykanie osłony następowało za pomocą obracania korbki z prawej strony kabiny. Na końcu kadłuba było umocowane usterzenie wolnonośne o konstrukcji mieszanej, kryte na krawędziach natarcia sklejką, dalej płótnem. Stateczniki miały konstrukcję drewnianą, stery były spawane z rur stalowych. Kadłub z przodu przy silniku pokryty był blachą duralową, pozostała część na listwach duralowych pokryta płótnem. Do dolnej części kadłuba przytwierdzone było podwozie stałe z goleniami z blachy stalowej chromo-molibdenowej osłoniętymi owiewkami z blachy duralowej. Płat miał kształt prostokątny o zaokrąglonych końcach i był zwężony przy kadłubie w celu uzyskania lepszej widoczności z kabiny. Płat był dwudzielny, dwudźwigarowy, drewniany, kryty sklejką. Podparto go do kadłuba zastrzałami duralowymi. Napęd: silnik gwiazdowy, śmigło dwułopatowe lub trzyłopatowe metalowe.